# Sainte-Christine (Maine-et-Loire)
Sainte-Christine is een voormalige gemeente in het Franse departement Maine-et-Loire in de regio Pays de la Loire en telt 590 inwoners (1999). De plaats maakt deel uit van het arrondissement Cholet. 

## Geschiedenis
De gemeente viel onder het kanton Chemillé totdat dat op 22 maart 2015 en de gemeenten werden opgenomen in het nieuwe kanton Chemillé-Melay. Op 15 december 2015 fuseerde de gemeente met andere gemeente in het samenwerkingsverband Communauté de communes de la région de Chemillé tot de huidige gemeente Chemillé-en-Anjou.

## Geografie
De oppervlakte van Sainte-Christine bedraagt 9,5 km², de bevolkingsdichtheid is 62,1 inwoners per km².
De onderstaande kaart toont de ligging van Sainte-Christine (Maine-et-Loire) met de belangrijkste infrastructuur en aangrenzende gemeenten.

## Demografie
Onderstaande figuur toont het verloop van het inwonertal.
Chanzeaux · La Chapelle-Rousselin · Chemillé · Cossé-d'Anjou · La Jumellière · Melay · Neuvy-en-Mauges · Sainte-Christine · Saint-Georges-des-Gardes · Saint-Lézin · La Salle-de-Vihiers · La Tourlandry · Valanjou